# Bernhard Friedrich Voigt
Pour les articles homonymes, voir Voigt.
Bernhard Friedrich Voigt (né le 5 juillet 1787 à Weimar et mort le 17 février 1859 dans la même ville,) est un libraire et éditeur saxon.

## Biographie

### Origine
Bernhard Friedrich est le fils unique du minéralogiste Johann Karl Wilhelm Voigt (de) (1752-1821) et le neveu du ministre d'État de Saxe-Weimar Christian Gottlob von Voigt (de) (1743-1819).

### Carrière
Voigt est élevé par le pasteur de Pfungstadt dès l'âge de dix ans. En 1800, il s'installe au lycée de Schleusingen. À partir de 1801, il est apprenti à la librairie Hoffmann de Weimar et à partir de 1804, il trouve un emploi d'assistant à la librairie Wilhelm Rein & Co. de Leipzig.
Après avoir libéré les prisonniers de guerre prussiens que les Français retenaient captifs dans la Nouvelle église (de), il émigre à Bâle à l'été 1807, où il prend la codirection de la librairie Samuel Flick. Voigt rédige une description de voyage de Leipzig à Bâle, qui est publiée par Heinrich Zschokke dans son Miszellen für die neueste Weltkunde.
Après que Voigt se soit brouillé avec Samuel Flick au sujet d'une réimpression non autorisée, il se rend à Nuremberg en 1808 et travaille dans la librairie de Friedrich Campe. Il reprend ensuite la direction de la librairie Heigl & Co. à Straubing et s'installe à Fribourg-en-Brisgau en 1810 pour poursuivre son travail de directeur général de la Herdersche Verlagshandlung (de).
En novembre 1811, il retourne à Ilmenau, où son père est conseiller de montagne pendant son enfance. Il ouvre une librairie à Sondershausen en janvier 1812 et organise le commerce du livre en Thuringe. Après la bataille de Leipzig, il fonde en novembre 1813 un journal politique , Früchte geretteter Preßfreiheit, qui s'intitule Teutonia à partir du troisième numéro. En janvier 1822, il le vend à Rosinus Landgraf à Nordhausen ; En 1833, elle fusionne avec la revue de Sondershausen Der Teutsche, que le professeur Gimmerthal (de) et l'imprimeur Carl Fleck ont fondée en 1822. Le journal paraît sous le titre Der Deutsche (à partir de 1850) jusque vers 1942.
En 1822, il s'installe de nouveau à Ilmenau pour se consacrer exclusivement à l'édition. Sa maison d'édition se spécialise de plus en plus dans le domaine de la littérature technique. En 1825, il participe à la fondation de l'Association des libraires allemands à Leipzig (de) et s'installe finalement à Weimar en 1834, où, outre son activité d'édition, il dirige également l'impression, la lithographie et la reliure de livres.
Voigt est un homme respecté avec de grandes réalisations dans son métier. Il reçoit le titre de libraire de la cour du prince Gonthier-Frédéric-Charles Ier de Schwarzbourg-Sondershausen. Sous le règne de Charles-Frédéric de Saxe-Weimar-Eisenach, il reçoit la Grande Médaille d'Or sur le Ruban de l'ordre du Faucon et est nommé commissaire grand-ducal. Il reçoit également la Médaille d'or du Mérite de la Prusse (de) et une récompense correspondante du gouvernement de Bade. À Ilmenau, il est nommé ancien de la ville. En 1828, il devient député du parlement d'État pour la circonscription d'Ilmenau et est plus tard également nommé au conseil municipal de Weimar.

### Famille
Voigt a trois fils qui continuent son activité d'édition mais la vendent finalement.
- Karl (1814–1877)
- Heinrich (1828–1902)
- August (1831–1887)

## Œuvres (sélection)
auteur
- Der Feldzug von 1806 in Teutschland. Leipzig 1807[13] ( copie numérique )

éditeur
- Früchte geretteter Preßfreiheit. Sondershausen November 1813; Teutonia. Sondershausen, November 1813 bis Ende 1821.
- Neuer Schauplatz der Künste und Handwerke., Ilmenau et Weimar (289 volumes parus entre 1819 et 1869)
- Neuer Nekrolog der Deutschen. 1823–1852.
- Johann Christoph Schäfer: Die Wunder der Rechenkunst. Weimar, 1831. Nachdrucke der 8e édition (1857) par Aulis Deubner (de) et Volk und Wissen (de), 1983.
- Gemeinde-Verordnungsblatt. Weimar, 1848.